# Santo Stefano in Aspromonte
Santo Stefano in Aspromonte község (comune) Calabria régiójában, Reggio Calabria megyében.

## Fekvése
A megye központi részén fekszik, az Aspromonte területén. Határai: Laganadi, Reggio Calabria, Roccaforte del Greco, San Roberto, Sant’Alessio in Aspromonte és Scilla.

## Története
Első említése a 14. századból származik. A 19. században nyerte el önállóságát, amikor a Nápolyi Királyságban felszámolták a feudalizmust.

## Népessége
A népesség számának alakulása:

## Főbb látnivalói
- Santo Stefano-dóm